# Peter Chiarelli (Eishockeyfunktionär)
Peter Chiarelli (* 5. August 1964 in Nepean, Ontario) ist ein ehemaliger kanadischer Eishockeyspieler und derzeitiger -funktionär. Als General Manager betreute er in der National Hockey League die Boston Bruins (2006–2015) sowie die Edmonton Oilers (2015–2019).

## Karriere
Chiarelli spielte während seiner Juniorenzeit für die Eishockeymannschaft der Harvard University, für dessen Team er von 1983 bis 1987 in der National Collegiate Athletic Association aktiv war. Der Center absolvierte 109 Partien für die Harvard University, in denen er 49 Punkte erzielte und 70 Strafminuten erhielt. Er bestritt in der Saison 1987/88 bei den Nottingham Panthers in der British Hockey League vier Ligaspiele, in denen er 13 Scorerpunkte erzielte und zwei Strafminuten erhielt.
Er erwarb im Jahr 1987 sein Diplom in Volkswirtschaftslehre und erhielt seinen Abschluss in Rechtswissenschaften an der University of Ottawa. Er erhielt im Jahr 1993 die Zulassung zur Anwaltschaft und verbrachte sechs Jahre als Rechtsanwalt und Spielerberater.
Später wurde er zum Assistenz-General Manager der Ottawa Senators ernannt und hielt diese Position zwei Jahre inne. Chiarelli wurde am 26. Mai 2006 zum General Manager der Boston Bruins ernannt, nachdem sein Vorgänger Mike O’Connell bei den Bruins entlassen worden war. Er trat diese Position am 8. Juli 2006 an. Er wurde nach der Saison 2014/15 entlassen, nachdem sich die Bruins nicht für die Playoffs qualifizierten.
Nur wenige Tage später wurde er als neuer General Manager und President of Hockey Operations bei den Edmonton Oilers vorgestellt und folgte damit Craig MacTavish nach.
Zudem fungierte er als General Manager des Team Nordamerika beim World Cup of Hockey 2016, einer Auswahl von U23-Spielern aus Kanada und den USA.
In Edmonton wurde Chiarelli im Januar 2019 entlassen, nachdem es ihm über mehrere Jahre nicht gelungen war, ein sportlich erfolgreiches Team um Connor McDavid zusammenzustellen. Insbesondere aufgrund einiger umstrittener Transfergeschäfte war er bereits zuvor in die Kritik geraten.

## Erfolge und Auszeichnungen
- 2011 Stanley-Cup-Gewinn mit den Boston Bruins

## Karrierestatistik
(Legende zur Spielerstatistik: Sp oder GP = absolvierte Spiele; T oder G = erzielte Tore; V oder A = erzielte Assists; Pkt oder Pts = erzielte Scorerpunkte; SM oder PIM = erhaltene Strafminuten; +/− = Plus/Minus-Bilanz; PP = erzielte Überzahltore; SH = erzielte Unterzahltore; GW = erzielte Siegtore; 1 Play-downs/Relegation; Kursiv: Statistik nicht vollständig)